# Novostav-Dalnii (Raduhivka), Rivne
Novostav-Dalnii (în ucraineană Новостав-Дальній) este un sat în comuna Raduhivka din raionul Rivne, regiunea Rivne, Ucraina.

## Demografie
Componența lingvistică a localității Novostav-Dalnii
     Ucraineană (100%)
Conform recensământului din 2001, toată populația localității Novostav-Dalnii era vorbitoare de ucraineană (100%).